# Nya skördar
Nya skördar är en amerikansk film från 1945 i regi av Irving Rapper. Vid Oscarsgalan 1946 nominerades filmen till två Oscar i kategorierna bästa manliga (John Dall) och bästa kvinnliga biroll (Joan Lorring).

## Handling
Lilly Moffat startar en skola och börjar arbeta som lärare i ett litet gruvsamhälle i Wales på 1890-talet. Hon möter motstånd hos gruvägarna och är nära att ge upp, men sedan hon läst en uppsats av en särskilt begåvad elev, Morgan Evans, som hon tror kan komma in vid Oxfords universitet gör hon allt för att så ska ske.

## Rollista
- Bette Davis - Miss Lilly Moffat
- Nigel Bruce - The Squire
- Rhys Williams - Mr. Jones
- Rosalind Ivan - Mrs. Watty
- Mildred Dunnock - Miss Ronberry
- Arthur Shields - Glyn Thomas
- Gwyneth Hughes - Sarah
- Thomas Louden - Old Tom
- John Dall - Morgan Evans
- Joan Lorring - Bessie Watty